# Calcio Pieris 1925
L'Associazione Sportiva Dilettantistica Calcio Pieris 1925, nota semplicemente come Pieris, è una società calcistica italiana con sede a Pieris, frazione di San Canzian d'Isonzo, in provincia di Gorizia. Milita in Seconda Categoria, ottava divisione del campionato italiano.
Nel 2020 la società ha assunto la denominazione di  ASD Calcio Pieris 1925.

## Storia
L'A.S.D. Calcio Pieris , fondata nel lontano 1925, è stata una della squadre più rilevanti nel panorama del calcio dilettantistico del Friuli Venezia Giulia, soprattutto negli anni quaranta e cinquanta, tanto da partecipare a sei campionati consecutivi di Serie C. È stato il punto più alto mai raggiunto da questa società che ha lanciato giocatori di grande livello, primo fra tutti Fabio Capello, come Giacomo Blason e Corrado Zorzin.
Nel corso della propria storia la squadra granata si divide fra il primo ed il secondo livello del campionato dilettantistico regionale, sino all'avvento degli anni novanta che fanno sprofondare il Pieris in categorie più basse, in seguito ad una crisi economica e di risultati.
Nella stagione 2022/2023 la società può contare circa 20 tesserati nella prima squadra.

## Palmarès

### Competizioni regionali
- Prima Divisione: 1

1947-1948 (girone D)
- Prima Categoria: 1

1983-1984 (girone B)
- Seconda Categoria: 1

1964-1965 (girone I)

### Competizioni provinciali
- Terza Categoria: 1

1999-2000 (girone G)